# Wiktar Sokał (ur. 1981)
Wiktar Wiktarawicz Sokał, biał. Віктар Віктаравіч Сокал, ros. Виктор Викторович Сокол, Wiktor Wiktorowicz Sokoł (ur. 9 maja 1981 w Mińsku) – białoruski piłkarz, grający na pozycji pomocnika. Od 2011 roku zawodnik białoruskiego klubu Szachcior Soligorsk. Syn znanego piłkarza Wiktara Sokała – króla strzelców Pucharu Europy w 1984.
Jego atrybuty fizyczne to 178 cm i 73 kg. Występował w klubie Dynama Mińsk i Dynama Brześć, w którym przez długi czas był kapitanem drużyny. W 2008 przeszedł do Enköpings SK. Po spadku szwedzkiego klubu do drugiej ligi zmienił klub.